# سیکوریوس پروبوس
سیکوریوس پروبوس (لاتین: Sicorius Probus) یکی از مقامات امپراتوری روم در زمان حکومت دیوکلسین (حک. ۲۸۴–۳۰۵) و گالریوس (حک. ۳۰۵–۳۱۱) بود. به گفتهٔ پطرس پاتریسی امپراتور دیوکلسین او را به عنوان فرستاده روانهٔ ایران کرد تا عهدنامه نصیبین را با برزشاپور و افربن به نمایندگی از شاهنشاه نرسه (حک. ۲۹۳–۳۰۲) منعقد کند.